# 평창 월정사 팔각구층석탑 사리장엄구
평창 월정사 팔각구층석탑 사리장엄구(平昌 月精寺 八角九層石塔 舍利莊嚴具)는 강원특별자치도 평창군, 월정사에 있는 팔각구층석탑에서 발견된 유물일괄로 월정사 성보박물관에 있다. 2003년 6월 26일 대한민국의 보물 제1375호로 지정되었다.

## 개요
1970년 팔각구층석탑을 해체하는 과정에서 은제도 금여래입상과 수정사리병을 비롯하여 총 9종 12점의 유물이 발견되었는데, 대체로 10〜11세기 경에 제작된 유물들이어서 석탑이 건립될 때 함께 내장된 것으로 판단된다. 따라서 이들 일괄유물은 고려시대 초기의 금속공예사 및 불교사상과 교류사를 연구하는데 중요한 위치를 차지하는 것으로 평가된다.

### 은제도금여래입상
은제도금여래입상(銀製鍍金如來立像)은 대좌와 함께 등에는 별도로 조성된 광배를 지녔는데 신체에 비해 다소 커보이는 머리는 나발(螺髮)이 굵고 육계(肉髻)의 구분이 분명하며, 윤곽이 뚜렷한 얼굴은 둥글고 뺨에 살이 올라 풍만한 모습을 보여 원만상이다. 귀는 어깨에 닿을 정도로 크고 긴데 비해 목은 짧아 삼도(三道)의 표현이 불분명하며 손모습(手印)은 왼손을 허리 부분으로 내리고 오른손은 어깨로 들어 시무외여원인(施無畏與願印)을 짓고 있다. 법의(法衣)는 양 어깨를 다 덮은 통견의(通肩衣)로, 대의 안쪽에 수평으로 가로지르는 내의가 보이고 약간 벌린채 가지런히 앞으로 내민 발은 발가락을 복부 아래로 펼쳐지는 옷주름선과 같이 적당히 처리하여 형식적인 느낌이 든다.
광배는 별도로 만들어 등의 광배꽂이에 끼워 부착한 전신광배(全身光背)로, 내부에는 연주문(連珠紋)을 사용하여 두광(頭光)과 신광(身光)을 나타내었으며 테두리는 불꽃무늬로 장식하였다. 대좌는 앙련(仰蓮)과 복련(覆蓮)으로만 이루어진 연화좌로, 위에는 연자방이 솟아 있으며 꽃잎은 세선으로 테두리지어 세심함이 돋보인다.

### 청동사리외합
청동사리외합(靑銅舍利外盒)은 단조(鍛造)한 합으로 납작한 형태에 뚜껑과 아래 부분의 맞물리는 부분이 부드러운 곡선으로 처리된 사면(斜面)을 보여 능숙한 솜씨가 엿보인다.
황룡사 구층목탑지(皇龍寺 九層木塔址)에서 출토된 금ㆍ은제사리합(金·銀製舍利盒)이나 은제 당초문원합(銀製唐草文圓盒)보다는 훨씬 진전된 형태인 이 합은, 중국 항주(杭州) 뇌봉탑지궁(雷峰塔地宮) 출토 도금은합(鍍金銀盒)과 유사하나 다소 상·하면이 평평한 편이고, 하북성(河北 省) 고안(固安) 보엄사탑(寶嚴寺塔, 金, 1127) 지궁(地宮) 출토 은제봉문합(銀製鳳文盒)보다는 사면(斜面)이 곡선적이어서 10세기 말 내지 11세기 경에 제작된 것으로 생각된다.

### 은제내합
은제내합(銀製內盒)은 단조(鍛造)하여 타원형에 가깝도록 높이 부풀린 합으로 표면에 나무망치 흔적이 은은하게 남아 있으며, 맞물리는 부분은 따로 판을 대지 않고 본체를 늘여서 얕은 턱을 준 것이다. 뚜껑과 아랫부분에는 안과 밖에서 다듬으며 벼름질하여 선명하고 평평한 원형면이 형성되었다. 이와 유사한 유물로는 10세기 중엽에 조성된 중국 절강성(浙江省) 금화(金華) 만불탑(萬佛塔) 탑기(塔基)에서 금동아육왕탑(金銅阿育王塔)과 동반 출토된 동합(銅盒)을 들 수 있다. 월정사 것은 은재(銀材)라는 점도 있지만 외형이 훨씬 부풀려져서 보다 진전된 형태임을 감지케 한다.

### 수정사리병
수정사리병(水晶舍利甁)은 표형ㆍ호로형(瓢形ㆍ葫蘆形) 병으로 중앙을 수직으로 뚫어 사리를 모신 다음 향목(香木)으로 막았는데, 안성 장명사(長命寺) 오층석탑출토 사리구(997년) 중 비단주머니에 넣은 표형유리사 리병(瓢形琉璃舍利甁)과 똑같은 형태이다. 이러한 표형수정사리병(瓢形水晶舍利甁)은 흔치 않은 것으로 중국에서는 오대(五代) 이후 11세기에 유행하는데, 특히『전신사리경(全身舍利經)}과 관련있는 몇몇 탑에서 출토되어 향후 의미분석이 요망되는 자료이다. 이 사리병 및 전신사리경과 광류소월(光流素月) 서수문경(瑞獸文鏡), 무문경(無文鏡)이 동반 출토된 월정사 사리장엄구는 오월(吳越)의 전숙(錢叔)이 조성한 항주(杭州) 뇌봉사(雷峰寺) 팔각오층전탑 출토 유물들과 거의 유사한 구성을 보이고 있어 주목된다.

### 금동방형향갑
금동방형향갑(金銅方形香匣)은 촘촘한 어자문(魚子文)이 시문된 이 향갑(香匣)은 상·하면에 각 2구의 사천왕상(四天王像)을, 양 측면과 상ㆍ하 측면에는 각각 두 면이 합쳐져야 하나가 되는 보살상과 화문(花文)을 선각하였다. 보살상은 세장한 신체에 영락과 천의를 걸치고 손을 가슴께로 올린 채 삼국(三掘)자세로 연화좌 위에 서있는 모습이며, 사천왕상은 9 〜 10 세기 조성의 선산(善山) 도리사(桃李寺) 금동육 각당형사리기(金銅六角堂形舍利器) 사천왕상과 같은 도상임이 분명하나 그 보다는 간략화되었다.
상·하면의 모서리는 약간 斜面 처리한 후 그 위에 연주문(連珠文)처럼 바탕보다 두드러지게 어자문을 시문하였는데, 이렇듯 모서리에 조금 큰 어자문을 새겨 바탕보다 두드러지게 표현하는 방식은 내몽고 야율우(耶律羽) 묘 출토 오변화구금 배(五瓣花口金杯)(941)를 비롯한 10세기유물들에서 쉽게 찾아 볼 수 있다.

### 동경
동경(銅鏡)은 4점으로 직경은 11.4〜19.4cm, 외연두께는 0.3〜1.3cm이다.
쌍용문경(雙龍文鏡)은 청동합(靑銅盒) 바닥에 깔렸던 거울로 연주문을 사용하여 2분한 다음 내구(內區)에는 뉴( )를 중심으로 쌍룡이 구름과 함께 날고 있는 운룡문이 시문되었고, 그 외연인 연주문 안쪽에는 여의두문(如意頭文)이, 외구(外區)에는 보상화문(寶相花文)이 장식되었다. 비교적 고부조(高浮彫)인 쌍룡의 신체나 구름, 보상 화문(寶相花文)에 보이는 곡선이 매우 생동감있게 표현되었다. 전형적인 요금계(遼金系) 거울로서 11세기에 제작된 것으로 보이며 요경(遼鏡)인 지 이를 고려에서 재주(再鑄) 또는 모방한 것인 지는 불분명하다.
광류소월(光流素月) 서수문경(瑞獸文鏡)은 말 발굽형 다리를 가진 4마리의 서수(瑞獸)가 양각 된 거울로 배면(背面)은 두툼한 삼각대(三角帶)로 이분하여 내구(內區)에는 달리는 서수(瑞獸)를 배치하였고, 외구(外區)의 가장자리에는 이중 거치문(二重鋸齒文)이, 거치문(鋸齒文)과 구분선 사이에는 4자씩 20자로 된 문구가 양각되어 있다. 기본적으로 한경식(漢鏡式)구성에 문구와 서수(瑞獸), 포도(葡萄)를 결합한 것으로서 월정사 거울은 고려에서 재주(再鑄)한 듯 각 문양이 불분명하여 11세기 조성으로 추정된다.
파문경(波文鏡)은 배면(背面) 전체에 비늘같은 파문이 시문되었고 외연에는 짧은 빗살문이 둘러져 있는데 문양이 생략되고 다소 느슨한 느낌을 주어 11세기에 제작된 것으로 보아도 무리는 없 을 것 같다.
무문경(無文鏡)은 청동합 동쪽에 있던 소문경(素文鏡)으로 뉴( ) 와 외연만 있으며, 표면은 주조(鑄造)가 매끄럽지 않아 약간 층이 져 있다.

### 전신사리경
전신사리경(全身舍利經)은 저지(楮紙)로 만들어진 두루마리형태의 경전으로 폭 0.8cm 정도의 삼베 끈이 둘러져 있다. 실은 굵기의 차이가 많아 밀도가 균일하지 않다. 평균 밀도는 19.4×8.7/cm이며, 평균 굵기는 0.314×0.443/mm 정도이다. 경사에 비해 위사의 실은 비교적 굵기가 비슷하며 평직으로 직조되었다.

### 수라향갑낭
수라향갑낭(繡羅香匣囊)은 앞뒤 겉이 사경문경(四經文經)으로 직조된 나직물(羅織物)로 실의 굵기는 0.019×0.253/mm이고 밀도는 67.56×19.53/cm이다. 10세기 이후의 나직물로는 1302년 불복장직물과 수덕사의 직물이 고려의 능직물(綾織物)로 알려져 있다. 이 직물은 우리나라 능직물의 변천사를 이해하는데 중요 한 자료이며 특히, 수제품으로는 가장 오래된 귀중한 유물이다.

### 명주보자기
명주보자기(잔편 일괄)은 손상이 심해 형태를 파악하기 어려울 정도인 자색 명주보자기는 평직 견직물로서 꼬임이 없는 실로 짜여졌으며, 방위로 보아 원래는 홍색(紅色)이었을 것으로 생각되나 변색되어 현재는 자색(紫色)을 띠고 있다. 또한, 오방색보자기는 형 태를 알아볼 수 없을 정도로 부스러진 상태로 현미경조사 결과 조직과 색상이 다른 5종의 직물이 섞여 있는데 대체로 고운 평직의 견직물로 보인다.

## 같이 보기
- 월정사
- 평창 월정사 팔각구층석탑 - 국보 제48호

## 참고 자료
- 평창 월정사 팔각구층석탑 사리장엄구 - 국가유산청 국가유산포털